# Bob Bradley
Robert „Bob” Bradley (ur. 3 marca 1958 w Montclair w stanie New Jersey) – amerykański trener piłkarski. W latach 2006–2011 selekcjoner Reprezentacji Stanów Zjednoczonych w piłce nożnej. W latach 2011–2013 był trenerem narodowej Reprezentacji Egiptu.

## Kariera
Grywał w amatorskich klubach ze Stanów Zjednoczonych m.in. na Uniwersytecie Princeton w latach 1976–1980. W 1981 roku w wieku 22 lat został trenerem drużyny na Uniwersytecie Ohio. Dwa lata później został asystentem trenera w University of Virginia. Od następnego sezonu był głównym szkoleniowcem Princeton University. Pozostał tam aż do 1995 roku, po czym został wybrany asystentem trenera reprezentacji USA do lat 23. W sezonie 1996/1997 był również asystentem w drużynie D.C. United. W 1998 roku został pierwszym trenerem drużyny Chicago Fire. Prowadził drużynę „Strażaków” przez cztery lata, po czym został managerem drużyny New York Red Bulls, która w tamtym czasie nazywała się MetroStars. W 2006 roku kierował drużyną Chivas USA. W tym samym roku zaproponowano mu posadę selekcjonera piłkarskiej reprezentacji Stanów Zjednoczonych. W latach 2006–2007 był również trenerem reprezentacji Stanów Zjednoczonych do lat 23, a jego następcą został Polak Piotr Nowak.